# Jeff Locke
Jeffrey Ryan Locke (* 27. September 1989 in Frankfurt am Main, Deutschland) ist ein ehemaliger US-amerikanischer American-Football-Spieler. Er spielte für die Minnesota Vikings und die Detroit Lions in der National Football League (NFL) als Punter.

## Frühe Jahre
Locke wurde in Deutschland geboren, als sein Vater dort als Soldat stationiert war. Er besuchte die Mountain Ridge High School in Glendale, Arizona. In seinem letzten Schuljahr stellte er Schulrekorde für die meisten Field Goals (11), den längsten Punt (71 Yards) und das längste Field Goal im ganzen Staat auf (63 Yards). Später besuchte er die University of California, Los Angeles und absolvierte dort 53 Spiele.

## NFL
Beim NFL Draft 2013 wurde er in der 5. Runde als insgesamt 155. Spieler von den Minnesota Vikings ausgewählt. Locke erhielt einen vierjährigen Vertrag über 2,3 Millionen US-Dollar. Während Locke in seinem ersten Jahr bei den Vikings noch um seinen Stammplatz mit deren langjährigem Punter Chris Kluwe konkurrieren musste, konnte Locke ab seiner zweiten Saison 2013 bis heute jedes Spiel starten. Am 10. März 2017 verpflichteten ihn die Indianapolis Colts als unrestricted Free Agent. Am 28. August 2017 entließen sie ihn. Am 12. September 2017 verpflichteten ihn die Detroit Lions. Am 12. März 2018 unterschrieb er einen Vertrag bei den San Francisco 49ers, dieser wurde jedoch noch vor der nächsten Saison, am 31. August 2018 aufgelöst.

## AAF
Am 20. Januar 2019 unterschrieb Locke einen Vertrag in der neugegründeten Alliance of American Football (AAF) bei den Arizona Hotshots. Nach dem achten Spieltag der ersten Saison wurde der Spielbetrieb auf Grund finanzieller Aspekte eingestellt.